# Własje (stacja kolejowa)
Własje (ros. Власье) – stacja kolejowa pomiędzy miejscowościami Łomygino i Siergije, w rejonie nowosokolnickim, w obwodzie pskowskim, w Rosji. Położona jest na linii Petersburg - Newel - Witebsk.
Początkowo w tym miejscu istniała mijanka, powstała przed 1925.